# 1971년 프랑스 뮈니시팔 선거
1971년 프랑스 뮈니시팔 선거는 1971년 3월 14일과 21일 치러진 뮈니시팔 단위의 지방선거이다.